# بوزيم
بوزيم هي مدينة وبلدية في البوسنة والهرسك تقع في كانتون يونا-سانا التابع لاتحاد البوسنة والهرسك. طبقا لنتائج تعداد البوسنة عام 2013، فقد كان عدد سكانها 2,299 نسمة.

## الجغرافيا
تبعد بوزيم حوالي 30 كم عن بيهاتش في المنطقة التاريخية بوزانسكا كرايينا. تتميز البلدية بوجود الجبال متوسطة الارتفاع والتي يصل ارتفاعها إلى 630 م وهذه الجبال مغطاة بالغابات.
يحدها من الشمال فليكا كلادوشا ومن الشرق كرواتيا؛ وبلديات بوزانسكا كروبا وكازين من الجنوب الشرقي والجنوب الغربي. البلدية تابعة لكانتون يونا-سانا.

## التاريخ

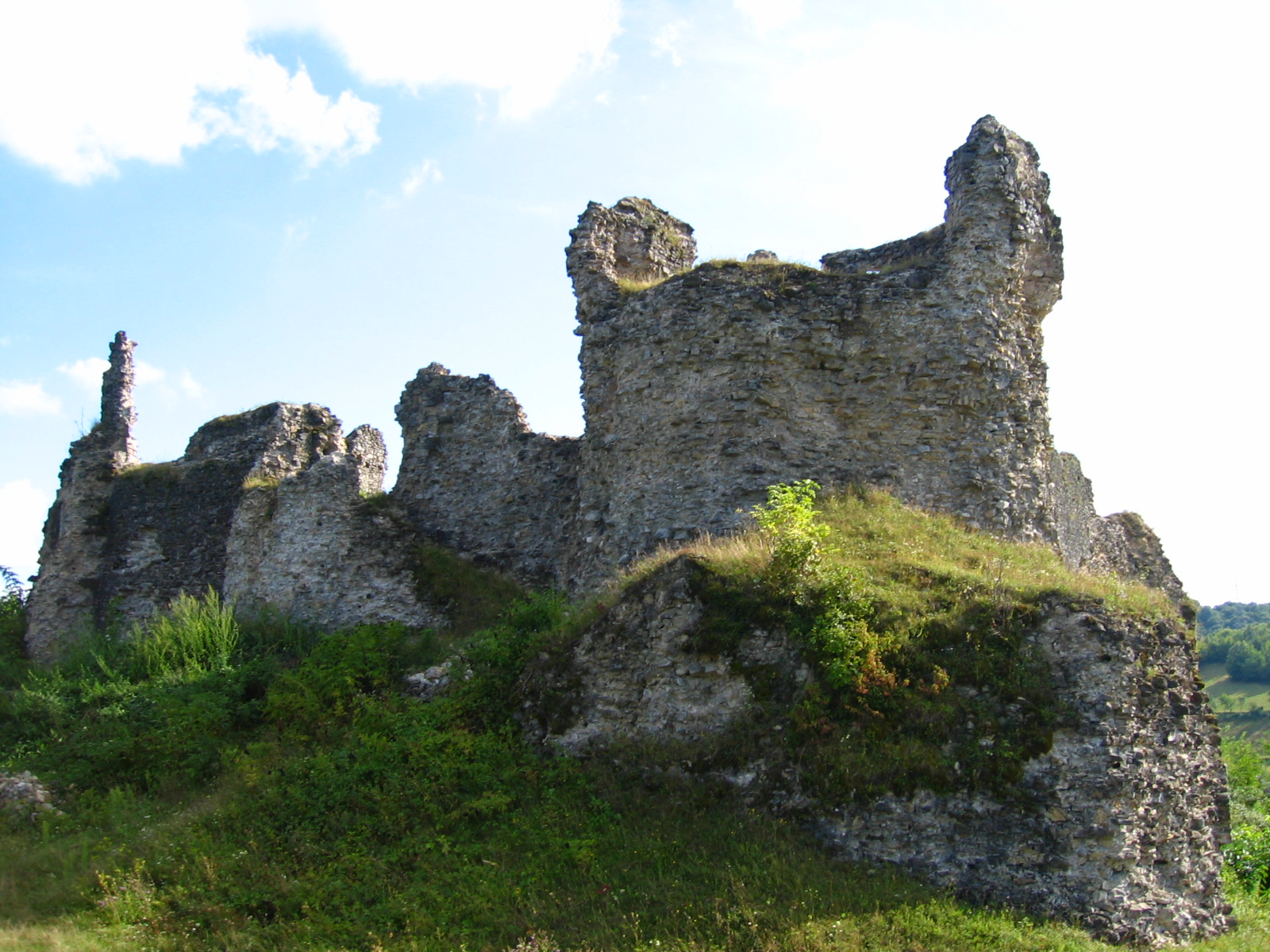
قلعة بوزيم

ذكرت قلعة بوزيم التي تطل على المدينة، ذكرت لأول مرة في عام 1334. وقد تم توسيع القلعة في 1484 وتجددت عدة مرات. وقد لعبت دورا هاما في النظام الدفاعي للبوسنة.
قبل اتفاقية دايتون عام (1995) كانت بوزيم رسميا جزءا من بلدية بوسانسكا كروبا ونتيجة لهذه الاتفاقية أصبحت المدينة مقر بلدية.

## التركيبة السكانية

### التطور التاريخي للسكان في المدينة
| 1961 | 1971 | 1981 | 1991 | 2013 |
| ---- | ---- | ---- | ---- | ---- |
| 1232 | 1312 | 1550 | 1697 | 2299 |

## وصلات خارجية
- (بالبوسنوية) الموقع الرسمي
- (بالإنجليزية) Maplandia